# 天寧寺 (彦根市)
天寧寺（てんねいじ）は、滋賀県彦根市にある曹洞宗の寺院。山号は萬年山。本尊は聖観音。別名として萩の寺とも呼ばれる。

## 歴史
寺伝によると、彦根藩主井伊直中は自身に使える腰元・若竹が不義の子を妊娠したとの風評を耳にし、藩の法度に違反したとして死罪に処した。しかし、若竹の不義の相手は実は長子の直清であったことが判明した。直中は自分の過失を認めると、若竹と初孫の菩提を弔うために寂室堅光に相談し、初代彦根藩主井伊直政が実母の供養のために建てた宗徳寺を文政2年（1819年）に現在地に移転させ、文政5年（1822年）頃に寺号を天寧寺に改め、当寺は創建された。そして、文政11年（1828年）に羅漢堂（仏堂）を建立し、五百羅漢を安置したという。
幕末の大老井伊直弼が桜田門外の変で暗殺された時に使用していた駕籠敷物が所蔵されている。

## 境内
- 本堂 - 文化8年（1811年）に宗徳寺の本堂として建てられたもの。
- 庭園「羅漢石庭」 - 中根金作による作庭。釈迦如来と十六羅漢になぞらえた石が配置されている。
- 羅漢堂（仏堂） - 文政11年（1828年）建立。安置されている木造五百羅漢像（彦根市指定有形文化財）は京都の名工駒井朝運（こまいちょううん）に刻ませたもので、「亡き親、子供、いとしい人に会いたくば、五百羅漢にこもれ」といわれるほど必ず自分の探し求める人の顔があるという[2]。
- 庫裏
- 庭園 - 石州流庭園。十六体の羅漢像は、16ケ国の大名から贈られたものという[2]。
- 行者堂
- 井伊直弼供養塔
- 長野主膳の墓 - 直弼の側近。
- 大東義徹の墓

## 文化財

### 彦根市指定有形文化財
- 木造釈迦・十大弟子像ならびに十六羅漢・五百羅漢像

## 前後の札所
近江七福神（布袋尊）

## 所在地
- 滋賀県彦根市里根町232

## アクセス
- JR東海道本線（琵琶湖線） 彦根駅より徒歩約15分。もしくは同駅からバス天寧寺口3分
- 名神高速道路彦根ICから車で5分